# セコニック
株式会社セコニック（SEKONIC CORPORATION）は東京都世田谷区に本社を置く精密機器メーカーである。

## 概要

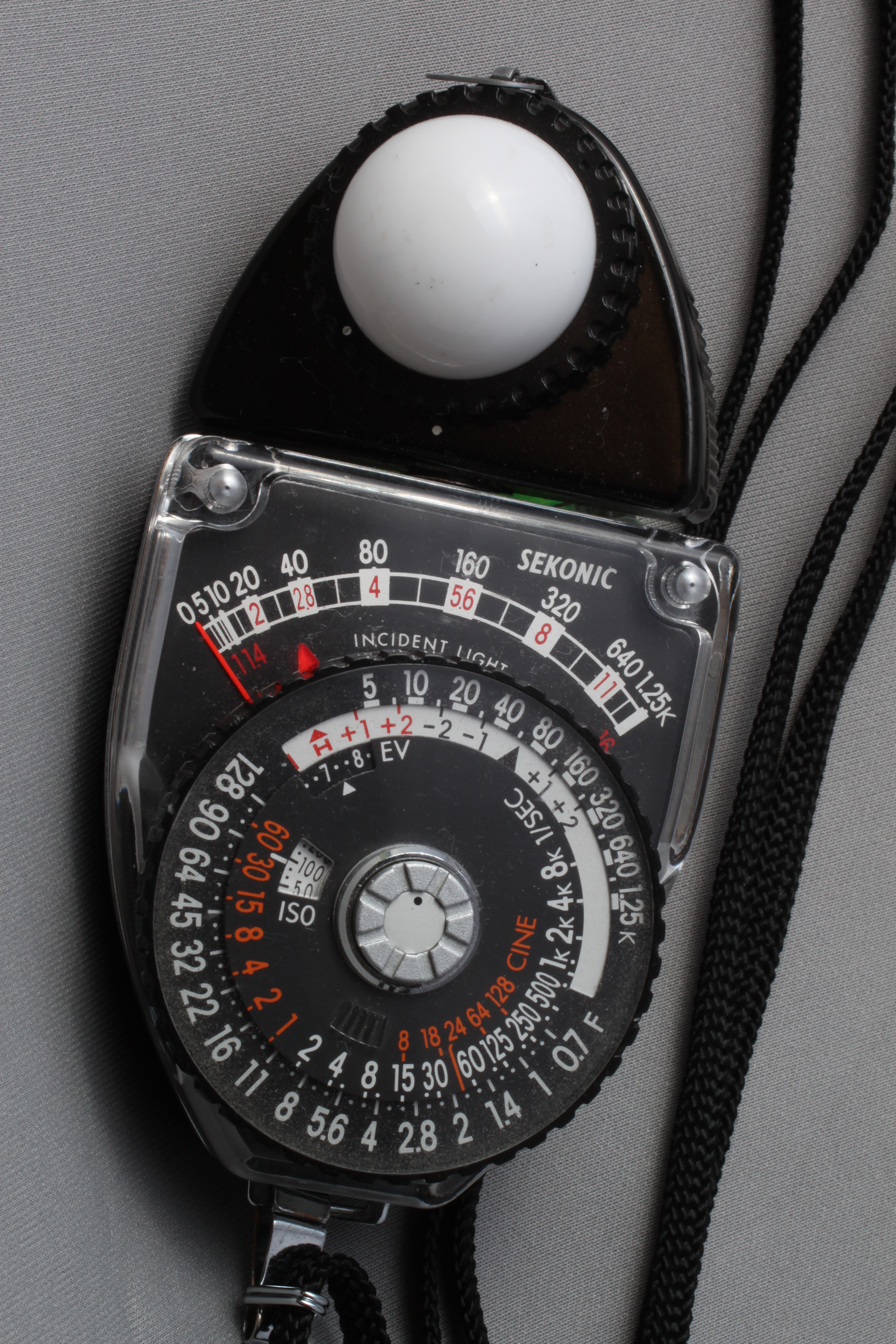
マイナーチェンジを繰り返しつつ40年以上にわたって売れ続け、事実上の世界標準となっているセコニック製露出計、L398II/スタジオデラックス

1951年の成光電機工業創業。以来、写真用露出計を主力商品とし、かつては8mm映写機等も手掛けていた。また光学機器・計測器の技術を活かしてOMR・OCR装置や監視カメラの製造を行っている。
1971年に小西六（後のコニカ、現・コニカミノルタ）からの複写機の受託生産を開始して以来、この分野の比重が大きくなっている。かつてはコニカ資本も入っており、実質上コニカの生産子会社であった時期もあるが、コニカミノルタの成立に伴い資本提携を解消した。その後は機械系商社・CBC→TCSグループの傘下に入った。

## 沿革
- 1951年6月 - 東京都豊島区に成光電機工業株式会社を設立。
- 1959年6月 - 東京都練馬区（現、大泉事業所所在地）に東京工場を開設。
- 1960年8月 - 社名を株式会社セコニックに変更。
- 1963年5月 - 東京証券取引所第2部上場。
- 1965年11月 - 長野県北安曇郡池田町に池田工場を開設。
- 1971年5月 - 小西六写真工業（後のコニカ、現・コニカミノルタ）の複写機の受託生産を開始。
- 1993年1月 - 生産機能を池田工場に集約。
- 2000年4月 - 池田工場を安曇野事業所に名称変更。
- 2000年4月 - コニカ東京事業場八王子（現・コニカミノルタ東京サイト八王子）の複写機生産ラインを八王子事業所とする。
- 2010年12月 - 筆頭株主がCBCからTCSグループに移行。
- 2012年4月 - 持株会社体制に移行。株式会社セコニックを株式会社セコニックホールディングスに商号変更するとともに、事業会社として株式会社セコニックを新設分割により設立。
- 2018年3月 - 業務を株式会社セコニック電子及び恵州賽科尼可科技有限公司に移管し、安曇野事業所を閉鎖。
- 2019年7月 - 子会社の株式会社セコニック、株式会社セコニック通商を吸収合併し、株式会社セコニックへ商号変更。株式会社セコニック技研の全株式をムトーアイテックス株式会社へ譲渡。
- 2022年1月 - TCSグループのTCSアライアンス株式会社が株式公開買付けを実施し、72.38%の株式を取得。同グループのMUTOHホールディングス保有株式と合わせた保有比率は92.15%となる。
- 2022年3月 - 東京証券取引所第2部上場廃止。株式併合により株主がTCSアライアンス及びMUTOHホールディングスのみとなる。
- 2024年10月 - 日東通信機と北部通信工業を吸収合併[1]。

## セコニックグループ
株式会社セコニック
- 本社

東京都世田谷区池尻三丁目1番3号
- 大泉事業所
東京都練馬区大泉学園町7-24-14

株式会社セコニック電子
- 沢田工場
福島県南会津郡下郷町大字沢田字赤岩乙50-2
- 田島工場
福島県南会津郡南会津町糸沢字馬場ヶ原454-10
2021年に閉鎖
- 喜多方工場
福島県喜多方市岩月町橿野字下前田203-1
- 函館事業所
北海道函館市鈴蘭丘町3-91

他に海外現地法人として下記3法人がある。
- SEKONIC (HONG KONG) CO.,LIMITED - 香港
- SEKONIC ELECTRONICS (CHANGSHU) CO.,LIMITED - 中国・江蘇省
- HUIZHOU SEKONIC TECHNOLOGIES CO., LTD. - 中国・広東省

## 都民農園セコニック

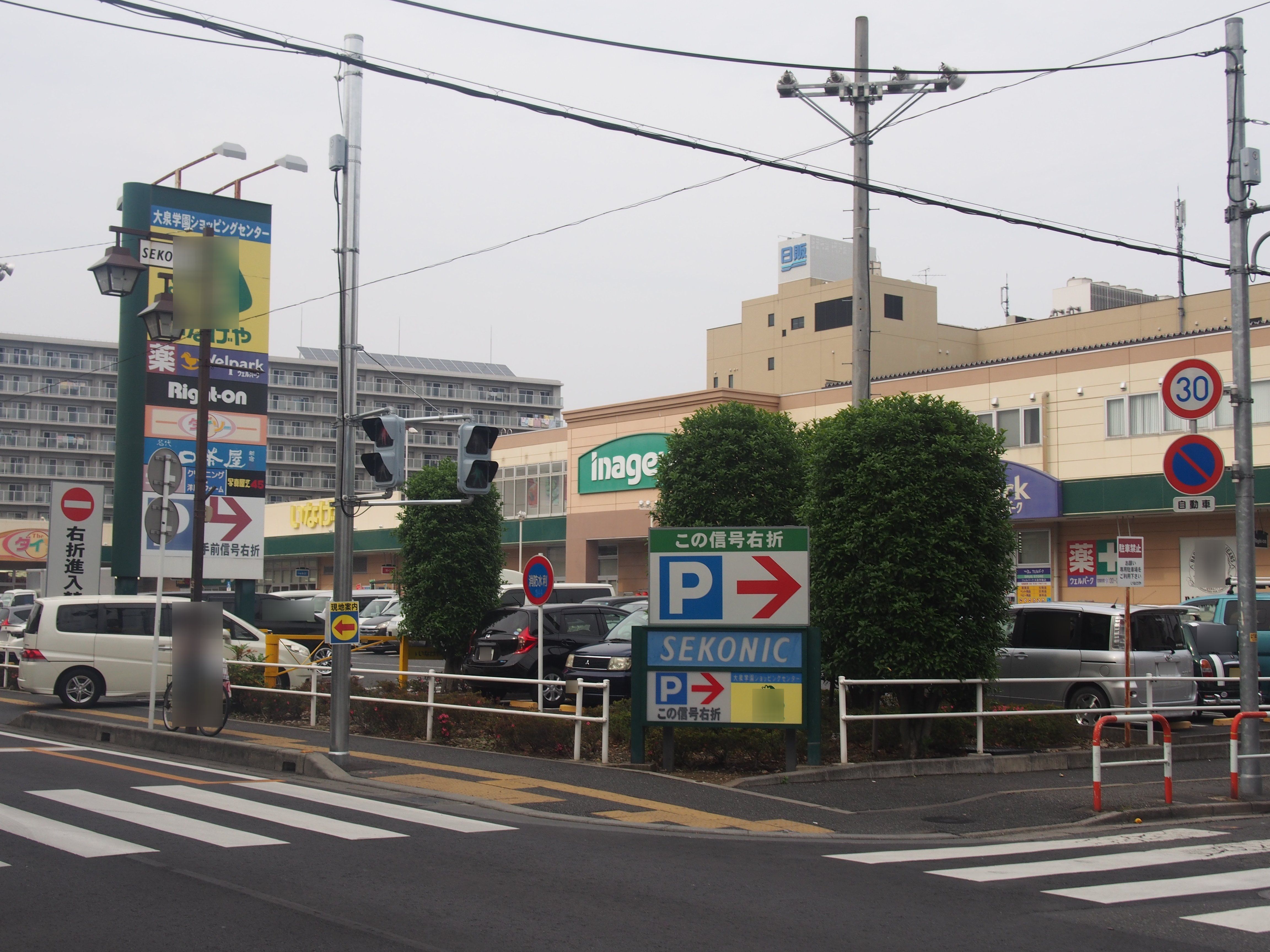
セコニック本社がある大泉学園ショッピングセンター。

大泉事業所（旧本社）の西側に西武バスの「都民農園セコニック」停留所がある。かつて大泉事業所所在地の周辺には、東京都練馬区大泉学園町と埼玉県新座市栄にまたがる東京工場があり、バス停はこの工場跡に面した位置にある。現在東京工場跡地のうち西側はスーパーマーケットいなげやなどが入る複合商業施設となっている。大泉事業所は建物の2階にあり、商業施設の看板などには当社のロゴタイプが入っている。東側の跡地には日本出版販売ねりま流通センターがある。
なお、バス停の所在地は新座市栄であり、大泉事業所住所は東京都練馬区大泉学園町と案内されているが(住所地にも一応オフィスはあるようだが)、現在「大泉事業所」が存在するセコニックビルは実際には新座市にある。いなげやは大泉学園店を名乗るが、こちらも店舗敷地はすべて新座市側にあり、同社は店舗所在地を新座市としている。
コラムニストの泉麻人の著書『大東京バス案内』で当バス停が取り上げられているが、セコニックが社名に由来していると知らず、「農園」との組み合わせからヨーロッパ風の農園が拡がる様子をイメージして来訪したところ、実際の状況が想像と著しく異なっていたと記している。なお、都民農園とはかつて東京都が計画していた、都市住民に対してレクリエーション農園を提供するという構想に由来するものであり、結果として実現はしなかった。
バスの行先表示や車内表示での「セコニック」の英字綴りは長らく「SEKONIKKU」であったが、2000年代後半に入ってから「SEKONIC」に改められた。
なお、かつては吉祥寺駅から都民農園セコニック行のバスが頻繁に運行されていたが、そのほとんどの便が二つ先の新座栄折返場まで区間延長された為、現在都民農園セコニック行は激減している。